# Nickelodeon România
Nickelodeon este un canal de televiziune pentru copii deținut de Paramount Global și operat prin Paramount Networks EMEAA. A fost lansat pe 1 decembrie 1998 cu audio în engleză și subtitrare în română, urmând ca pe 26 decembrie 2009 să devină parțial în română iar pe 10 februarie 2010 complet în română. Programele sunt destinate copiilor preșcolari cu vârstele între 2-5 ani (blocul de programe Nick Jr.), celor cu vârste între 6-14 ani și adolescenților cu vârste cuprinse între 15-18 ani. Biblioteca de programe include peste 3 000 seriale de jumătate de oră.